# Paul Donkers
Paul Donkers (Chaam, 18 juni 1969) is een Nederlands acteur.

## Levensloop
Donkers rondde in 1996 zijn opleiding af op de Musical Opleiding Tilburg, later bekend als MusicAllFactory (MAF). In dat jaar begon hij ook een carrière als acteur en zanger. Hij speelde in verschillende musicals, waaronder Miss Saigon (Circustheater Scheveningen, 1996-1996), Les Misérables (Duitsland, 1998-1999), Titanic (2001-2002), 3 Musketiers (2003-2004), Cats (2006-2007) ,We Will Rock You en Evita (musical)
Daarnaast was hij werkzaam als trainingsacteur voor het KLPD en speelde hij gastrollen in Goede tijden, slechte tijden, De Fractie, RTL's Galileo, Zie ze Vliegen en Onderweg naar Morgen. Hij was uitvoerend producent van de musical Shhh...it happens!. In november 2007 begon hij als manager entertainment van het Muziek-, Theater- en Productiebureau bij een evenementenbureau. In augustus 2010 was Donkers weer terug op de planken, in de rol van Khashoggi in de musical We Will Rock You. Vanaf begin 2012 vulde hij de cast aan van Het Huis Anubis in de theatervoorstelling Huis Anubis en het geheim van de verloren ziel. In juni 2012 was hij te zien in de nieuwe openluchtvoorstelling Bonifatius te Dokkum. Aansluitend begon hij als zgn. walk-in-cover in de productie Sister Act. Daarna werkte hij als Resident Director voor de productie Billy Elliot in het Circustheater te Scheveningen.
Naast zijn werk als acteur en zanger ontwikkelt Donkers concepten voor entertainment. Verder schrijft en regisseert hij shows en musicals op bestelling. Hij werkt daarnaast ook als creatief klankbord voor verschillende evenementenbureaus en als coach begeleidt hij uitvoerende kunstenaars.

## Theater
- 1996/1997: Miss Saigon - Cpt.Schultz, 1e us John
- 1998/1999: Les Miserables - Enjolras, us. Javert
- 2000: Kruimeltje, de musical - Vader Keijzer
- 2001/2002: Titanic - Herbert Pitman, Majoor, us. Barrett
- 2002: Rocky over the Rainbow - Riff
- 2003/2004: 3 Musketiers, de musical - Ensemble, alternate Athos
- 2004: The Strange Case of Dr. Jekyll & Mr. Hyde - Dr. Jekyll
- 2004: Het beloofde land - Reporter 1 / Militair / Petrus / Discipel
- 2005: Hans Christian Andersen
- 2005: De Sint Pakt Uit - Hoofdpiet
- 2005: Knibbel, Knabbel, Knuisje - Heks Ammonia
- 2006: Romeo en Julia
- 2006: Pinokkio - Grimaldini
- 2006/2007: Cats - Abrikoos / Ghiselbert Smit
- 2010/2011: We Will Rock You - Khashoggi
- 2011: We Will Rock You - Khashoggi Vlaanderen
- 2011/2012: Het Huis Anubis en het Geheim van de Verloren Ziel - De Notaris
- 2012: Bonifatius - Bisschop Willibrord
- 2012: Catoo en de klungelpiet - Hoofdrol
- 2013/2014: Sister Act! - walk in cover Curtis Jackson, Monseigner O’Hara, Joey
- 2016/2017: The Bodyguard - Tony Scibelli
- 2017/2018: On Your Feet! - Phil  [6]
- 2018: Evita - Juan Perón
- 2019: Kinky Boots - George

## Film en tv
- 2017: gastrol - De Spa
- 2017: gastrol - Flikken Maastricht
- 2017: cameo - promo Hollands Got Talent
- 2015: cameo - promo RTL Galileo
- 2015: gastrol - De Fractie
- 2011: gastrol - TV Kantine
- 2011: gastrol - Zie ze vliegen
- 2005: gastrol - TopStars (Docent)
- 2005: gastrol - Onderweg naar Morgen
- 2004: leadrol - Sjors & Sjimmie
- 2003: leadrol - Kieslowski
- 2002: gastrol - Goede tijden, slechte tijden
- 2001: gastrol - Verschoten & Zoon
- 1998: leadrol - Natural Born Comedian (korte film)[7]
- 1998: gastrol - Onderweg naar Morgen